# Lista monumentelor ocrotite de stat din raionul Strășeni
Lista monumentelor din raionul Strășeni cuprinde monumentele patrimoniului cultural din raionul Strășeni înscrise în Registrul monumentelor Republicii Moldova ocrotite de stat.
Registrul monumentelor Republicii Moldova ocrotite de stat a fost aprobat prin Hotărârea Parlamentului nr. 1531-XII împreună cu Legea nr. 1530-XII privind ocrotirea monumentelor RM din 22 iunie 1993. În Monitorul Oficial nr. 1 din 1994 a fost publicată doar Legea, fără a include însă și Registrul, care a fost publicat mult mai târziu, la 2 februarie 2010. A nu se confunda cu Registrul arheologic național sau cel al monumentelor de for public, care sunt liste diferite ce vizează doar anumite compartimente ale patrimoniului cultural, întocmite în baza unor legi separate.
Lista completă este menținută și actualizată periodic de către Ministerul Culturii din Republica Moldova, dar înainte ca modificările să intre în vigoare acestea trebuie să fie aprobate de către Parlament. Această listă este menită să cuprindă și actualizările ulterioare.
| Nr.    | Localizare                                                                                   | Denumire | Datare                      | Tip   | Însemnătate | Imagine                 | Erori             |
| ------ | -------------------------------------------------------------------------------------------- | --- | --------------------------- | ----- | ----------- | ----------------------- | ----------------- |
| 1349   | Strășeni 47°08′30″N 28°36′37″E / 47.141674387792°N 28.61026862959°E                          | Biserica „Sf. Cuvioasă Paraschiva”                                                                          | 1907                        | At    | N           | galerie \| Încarcă foto | Raportează eroare |
| 1350   | Strășeni 47°08′04″N 28°35′55″E / 47.134462340451°N 28.598663677546°E                         | Biserica „Sf. Nicolae”                                                                                      | 1835                        | At    | N           | galerie \| Încarcă foto | Raportează eroare |
| 1351   | Strășeni 47°08′57″N 28°36′46″E / 47.149098402578°N 28.612734405467°E                         | Memorial al gloriei militare la mormântul comun al ostașilor căzuți (20) în 1944                            |                             | Is    | N           | galerie \| Încarcă foto | Raportează eroare |
| 1354   | Bucovăț 47°11′16″N 28°27′26″E / 47.187644°N 28.457128°E                                      | Clădirea stației feroviare                                                                                  | anii 1930                   | At    | N           | galerie \| Încarcă foto | Raportează eroare |
| 1355   | Bucovăț                                                                                      | Monument în memoria consătenilor căzuți în război (1941-1945)                                               |                             | Is    | N           | Încarcă foto            | Raportează eroare |
| 1356   | Bucovăț 47°11′16″N 28°27′25″E / 47.187756920653°N 28.456881208078°E                          | Monument în memoria consătenilor căzuți în 1941-1945                                                        |                             | Is    | N           | galerie \| Încarcă foto | Raportează eroare |
| 1357   | Bucovăț                                                                                      | Monument la mormântul comun al ostașilor căzuți (8) în 1944                                                 |                             | Is    | N           | Încarcă foto            | Raportează eroare |
| 1358   | Căpriana 47°07′06″N 28°30′11″E / 47.118327°N 28.50311°E                                      | Biserica „Sf. Treime”                                                                                       | 1870                        | At    | N           | galerie \| Încarcă foto | Raportează eroare |
| 1359   | Căpriana 47°07′00″N 28°30′38″E / 47.11662222°N 28.51063611°E                                 | Mănăstirea „Sf. Gheorghe”                                                                                   | sf. sec. XIV – înc. sec. XX | At    | N           | galerie \| Încarcă foto | Raportează eroare |
| 1360   | Căpriana 47°07′02″N 28°30′21″E / 47.117225699003°N 28.505773639385°E                         | Monument în memoria consătenilor căzuți în 1941-1945                                                        |                             | Is    | N           | galerie \| Încarcă foto | Raportează eroare |
| 1361   | Chirianca 47°15′04″N 28°32′01″E / 47.250990055293°N 28.533667389216°E                        | Biserica „Înălțarea Domnului”                                                                               | 1902                        | At    | N           | galerie \| Încarcă foto | Raportează eroare |
| 1362   | Chirianca 47°15′27″N 28°31′49″E / 47.25753199043°N 28.530326798403°E                         | Monument în memoria consătenilor căzuți în 1941-1945                                                        |                             | Is    | N           | galerie \| Încarcă foto | Raportează eroare |
| 1363   | Codreanca 47°17′18″N 28°35′16″E / 47.288248°N 28.587913°E                                    | Biserica „Sf. Arhanghel Mihail”                                                                             | 1861                        | At    | N           | galerie \| Încarcă foto | Raportează eroare |
| 1365   | Codreanca 47°17′25″N 28°35′25″E / 47.290141739086°N 28.590193889519°E                        | Monument la mormântul comun al ostașilor căzuți (3) în 1944 și în memoria consătenilor căzuți în 1941-1945  |                             | Is    | N           | galerie \| Încarcă foto | Raportează eroare |
| 1367   | Cojușna 47°05′24″N 28°39′48″E / 47.090005978583°N 28.663351115528°E                          | Biserica „Sf. Gheorghe”                                                                                     | 1855                        | At    | N           | galerie \| Încarcă foto | Raportează eroare |
| 1368   | Cojușna 47°05′37″N 28°39′54″E / 47.09356903673°N 28.664959980344°E                           | Memorial militar la mormântul ostașilor căzuți (2) în 1944                                                  |                             | Is Ar | N           | galerie \| Încarcă foto | Raportează eroare |
| 1369   | Făgureni                                                                                     | Monument la mormântul ostașului căzut în 1941                                                               |                             | Is    | N           | Încarcă foto            | Raportează eroare |
| 1370   | Gălești 47°13′40″N 28°29′52″E / 47.227668785821°N 28.49774327711°E                           | Biserica „Sf. Arhanghel Mihail”                                                                             | 1840                        | At    | N           | Încarcă foto            | Raportează eroare |
| 1372   | Ghelăuza                                                                                     | Monument în memoria consătenilor căzuți în război (1941-1945)                                               |                             | Is    | N           | galerie \| Încarcă foto | Raportează eroare |
| 1376   | Ghidighici 47°05′16″N 28°46′17″E / 47.087675908205°N 28.771514383111°E                       | Monument în memoria consătenilor căzuți în 1941-1945                                                        |                             | Is    | N           | galerie \| Încarcă foto | Raportează eroare |
| 1385   | Lozova 47°07′47″N 28°23′17″E / 47.129821162107°N 28.388090171626°E                           | Biserica „Sf. Nicolae”                                                                                      | 1836                        | At    | N           | galerie \| Încarcă foto | Raportează eroare |
| 1386   | Lozova                                                                                       | Casă cu arhitectură populară a lui G. Dosca                                                                 | înc. sec. XX                | Ap    | N           | Încarcă foto            | Raportează eroare |
| 1387   | Lozova                                                                                       | Monument în memoria consătenilor căzuți în 1941-1945                                                        |                             | Is    | N           | Încarcă foto            | Raportează eroare |
| 1388   | Lozova 47°07′50″N 28°23′29″E / 47.130492484079°N 28.391473286368°E                           | Monument la mormântul comun al partizanilor căzuți în 1941-1945                                             |                             | Is    | N           | galerie \| Încarcă foto | Raportează eroare |
| 1389   | Lozova                                                                                       | Monument la mormântul comun al ostașilor căzuți în 1944                                                     |                             | Is    | N           | Încarcă foto            | Raportează eroare |
| 1390.1 | Lupa-Recea str. Labirintului, 15 47°18′43″N 28°35′31″E / 47.311960337877°N 28.592078454126°E | Conacul Cristi-Korotnev                                                                                     | sf. sec. XIX                | Is At | N           | galerie \| Încarcă foto | Raportează eroare |
| 1391   | Micăuți 47°10′02″N 28°44′43″E / 47.167288425417°N 28.74530050823°E                           | Biserica „Adormirea Maicii Domnului”                                                                        | 1830                        | At    | N           | galerie \| Încarcă foto | Raportează eroare |
| 1392   | Micăuți                                                                                      | Conacul familiei Ruso                                                                                       | jum I a sec. XIX            | At    | N           | Încarcă foto            | Raportează eroare |
| 1393   | Micăuți 47°10′18″N 28°44′34″E / 47.1715558°N 28.7427198°E                                    | Monument în memoria consătenilor căzuți în 1941-1945                                                        |                             | Is    | N           | galerie \| Încarcă foto | Raportează eroare |
| 1394   | Negrești                                                                                     | Biserica „Adormirea Maicii Domnului”                                                                        | 1814                        | At    | N           | Încarcă foto            | Raportează eroare |
| 1395   | Negrești 47°10′56″N 28°37′38″E / 47.182241757733°N 28.627168671824°E                         | Conacul familiei G. Ivănuș                                                                                  | mijl. sec. XIX              | At    | N           | galerie \| Încarcă foto | Raportează eroare |
| 1396   | Onești 47°16′44″N 28°32′51″E / 47.278963895625°N 28.547448178676°E                           | Biserica „Nașterea Maicii Domnului”                                                                         | înc. sec. XX                | At    | N           | galerie \| Încarcă foto | Raportează eroare |
| 1397   | Onești                                                                                       | Monument comemorativ de război (1941-1945)                                                                  |                             | Is    | N           | Încarcă foto            | Raportează eroare |
| 1398   | Pănășești 47°09′12″N 28°30′58″E / 47.153369480023°N 28.516076284277°E                        | Biserica „Sf. Varvara” cu clopotnița din lemn                                                               | 1859                        | At    | N           | galerie \| Încarcă foto | Raportează eroare |
| 1399   | Pănășești                                                                                    | Casa de locuit a Mariei Griva                                                                               | sf. sec. XIX                | Ap    | N           | Încarcă foto            | Raportează eroare |
| 1402   | Pănășești 47°09′13″N 28°30′58″E / 47.153677571948°N 28.51599134209°E                         | Monument în memoria consătenilor căzuți în 1941-1945                                                        |                             | Is    | N           | galerie \| Încarcă foto | Raportează eroare |
| 1403   | Rădeni 47°12′23″N 28°41′52″E / 47.206293424821°N 28.697670998127°E                           | Biserica „Înălțarea Sfintei Cruci”                                                                          | 1894                        | At    | N           | galerie \| Încarcă foto | Raportează eroare |
| 1406   | Recea 47°13′19″N 28°34′44″E / 47.221992549759°N 28.578969703326°E                            | Biserica „Sf. Dumitru”                                                                                      | 1869                        | At    | N           | Încarcă foto            | Raportează eroare |
| 1407   | Recea 47°13′31″N 28°34′46″E / 47.225413808537°N 28.579432706106°E                            | Monument în memoria consătenilor căzuți în 1941-1945                                                        |                             | Is    | N           | galerie \| Încarcă foto | Raportează eroare |
| 1409   | Romănești 47°13′16″N 28°42′53″E / 47.221083502516°N 28.714664308685°E                        | Monument în memoria consătenilor căzuți în 1941-1945                                                        |                             | Is    | N           | galerie \| Încarcă foto | Raportează eroare |
| 1410   | Romănești 47°13′43″N 28°42′30″E / 47.228606538711°N 28.708442878107°E                        | Vila familiei Romanov                                                                                       | înc. sec. XX                | At    | N           | galerie \| Încarcă foto | Raportează eroare |
| 1411   | Roșcani 47°09′09″N 28°40′44″E / 47.152479180869°N 28.678992402532°E                          | Biserica de lemn cu 2 stele funerare                                                                        | 1794                        | At    | N           | galerie \| Încarcă foto | Raportează eroare |
| 1412   | Roșcani 47°09′01″N 28°40′47″E / 47.150230632227°N 28.679828068574°E                          | Biserica „Sf. Dumitru”                                                                                      | sec. XIX                    | At    | N           | galerie \| Încarcă foto | Raportează eroare |
| 1416   | Scoreni 47°03′58″N 28°36′15″E / 47.0660679°N 28.6041468°E                                    | Biserica „Sf. Spiridon”                                                                                     | 1863                        | At    | N           | galerie \| Încarcă foto | Raportează eroare |
| 1417   | Scoreni 47°04′36″N 28°35′57″E / 47.076694444444°N 28.599138888889°E                          | Monument în memoria consătenilor căzuți în 1941-1945                                                        |                             | Is    | N           | galerie \| Încarcă foto | Raportează eroare |
| 1418   | Sireți 47°08′04″N 28°42′57″E / 47.134535511024°N 28.715966226911°E                           | Biserica „Sf. Nicolai” cu stele funerare                                                                    | înc. sec. XIX               | At    | N           | galerie \| Încarcă foto | Raportează eroare |
| 1419   | Sireți 47°08′01″N 28°42′48″E / 47.133524108848°N 28.713331992736°E                           | Monument în memoria consătenilor căzuți în 1941-1945                                                        |                             | Is    | N           | galerie \| Încarcă foto | Raportează eroare |
| 1423   | Tătărești 47°12′21″N 28°32′13″E / 47.205879655037°N 28.53706289045°E                         | Biserica „Sf. Arhangheli”                                                                                   | înc. sec. XX                | At    | N           | galerie \| Încarcă foto | Raportează eroare |
| 1424   | Tătărești 47°12′19″N 28°32′15″E / 47.205365°N 28.537537°E                                    | Monument la mormântul comun al ostașilor căzuți (34) în 1944 și în memoria consătenilor căzuți în 1941-1945 |                             | Is    | N           | Încarcă foto            | Raportează eroare |
| 1429   | Trușeni 47°04′22″N 28°41′38″E / 47.07289722933°N 28.693922472795°E                           | Monument în memoria consătenilor căzuți în 1941-1945                                                        |                             | Is    | N           | galerie \| Încarcă foto | Raportează eroare |
| 1430   | Țigănești 47°18′55″N 28°30′44″E / 47.315364°N 28.512328°E                                    | Complexul edilitar al Mănăstirii „Adormirea Maicii Domnului”                                                | 1725 – înc. sec. XX         | At    | N           | galerie \| Încarcă foto | Raportează eroare |
| 1432   | Voinova                                                                                      | Biserica de lemn „Sf. Nicolae”                                                                              | 1838                        | At    | N           | Încarcă foto            | Raportează eroare |
| 1433   | Voinova                                                                                      | Monument în memoria consătenilor căzuți în 1941-1945                                                        |                             | Is    | N           | Încarcă foto            | Raportează eroare |
| 1434   | Voinova 47°16′08″N 28°29′26″E / 47.268927169444°N 28.490633088889°E                          | Monument la mormântul comun al ostașilor căzuți (20) în 1944                                                |                             | Is    | N           | galerie \| Încarcă foto | Raportează eroare |
| 1435   | Voinova 47°16′08″N 28°29′26″E / 47.26894589456°N 28.490674052096°E                           | Mormântul ostașului căzut în 1944                                                                           |                             | Is    | N           | galerie \| Încarcă foto | Raportează eroare |
| 1440   | Vorniceni 47°09′10″N 28°25′40″E / 47.152815528127°N 28.427745047047°E                        | Biserica „Sf. Apostoli Petru și Pavel”                                                                      | 1912                        | At    | N           | galerie \| Încarcă foto | Raportează eroare |
| 1441   | Vorniceni 47°08′42″N 28°26′11″E / 47.145108977204°N 28.436433772208°E                        | Biserica de lemn „Sf. Arhangheli Mihail și Gavriil”                                                         | 1839                        | At    | N           | galerie \| Încarcă foto | Raportează eroare |
| 1442   | Vorniceni 47°09′18″N 28°25′40″E / 47.154943412975°N 28.427844818747°E                        | Monument în memoria consătenilor căzuți în 1941-1945                                                        |                             | Is    | N           | galerie \| Încarcă foto | Raportează eroare |
| 1443   | Vorniceni                                                                                    | Sculptură populară. La cimitir                                                                              |                             | Is    | N           | Încarcă foto            | Raportează eroare |
| 1444   | Zubrești 47°14′14″N 28°31′26″E / 47.23733689428°N 28.523950549794°E                          | Biserica „Sf. Arhanghel Mihail”                                                                             | 1897                        | At    | N           | galerie \| Încarcă foto | Raportează eroare |
| 1445   | Zubrești 47°14′27″N 28°31′19″E / 47.240908328922°N 28.522024211411°E                         | Monument în memoria consătenilor căzuți în război (1941-1945)                                               |                             | Is    | N           | galerie \| Încarcă foto | Raportează eroare |